# Tamil Maanila Congress
Tamil Maanila Congress, centristiskt politiskt parti i indiska delstaten Tamil Nadu. Partiet har aldrig lanserat några kandidater ovan delstatsnivån.